# Andrew John Berger
Andrew John Berger (Warren, 30 de agosto de 1915 - 4 de julho de 1995) foi um ornitólogo norte-americano que trabalhou no Museu Americano de História Natural.

## Biografia
Berger nasceu em Warren, Ohio, em 30 de agosto de 1915. Em 1939 graduou-se pela Oberlin College. Depois de fazer trabalho de campo em manejo de caça em 1940-1941, ele se casou com Edith Grace Denniston em 1942. O casal teve dois filhos, John Denniston Berger e Diana Marie Berger. De 1941 a 1946, ele serviu como oficial comissionado no Corpo Aéreo do Exército dos Estados Unidos; ele continuou seu serviço militar na Reserva da Força Aérea dos EUA e alcançou o posto de tenente-coronel. Em 1950, ele obteve seu PhD em Zoologia pela Universidade de Michigan. De 1951 a 1963 lecionou anatomia na Universidade de Michigan Medical School. Ele também realizou pesquisa sobre história natural e comportamento reprodutivo de Setophaga kirtlandii (e outras espécies aviárias) a partir do início da década de 1950 até o final de 1963.
Seus livros mais conhecidos são aqueles sobre avifauna havaiana (especialmente o ganso-do-havaí). Ele também escreveu livros sobre anatomia aviária e humana, e também um artigo de 1957, onde ele descreve o extinto Fregilupus varius e sua relação com outras famílias de aves.